# Atti Prisc
Atti Prisc (en llatí Attius Priscus) va ser un pintor romà que va viure durant el govern dels emperadors de la dinastia Flàvia. Va florir després de l'any 70. És considerat un dels millors artistes del període.
Juntament amb Cornelius Pinus va adornar amb pintures el temple d'Honor i Virtut que havia estat restaurat per Vespasià. Plini el vell diu que dels dos pintors, Atti Prisc s'acostava més als models antics.